# Пономар Денис Васильович
Денис Васильович Пономар (нар. 19 серпня 1989, Знам'янка, Кіровоградська область, УРСР) — український футболіст, півзахисник.

## Життєпис
Народився в місті Знам'янка (Кіровоградська область), з 1997 року займався футболом у місцевій ДЮСШ. В юнацьких чемпіонатах України (ДЮФЛУ) захищав кольори кіровоградського «Олімпіка», МФК «Олександрія» та олександрійського «Кристал-Аметиста».
Дорослу футбольну кар'єру розпочав 2006 року в складі МФК «Олександрія». Дебютував за «муніципалів» 6 квітня в програному (1:4) виїзному поєдинку 14-о туру групи В Другої ліги проти донецького «Шахтаря-3». Денис вийшов на поле на 46-й хвилині, замінивши Володимира Хрієнка. Єдиним голом за олексанрійський колектив відзначився 7 червня 2006 року на 29-й хвилині програного (1:2) домашнього поєдинку 19-о туру групи В Другої ліги проти донецького «Олімпіка». Пономар вийшов на поле в стартовому складі та відіграв увесь матч. У складі МФК «Олександрія» зіграв 9 матчів (1 гол) у Другій лізі. Влітку 2006 року пішов на підвищення, отримавши пропозицію від іменитішого клубу, ПФК «Олександрія». Дебютував у складі «професіоналів» 21 липня 2006 року в переможному (1:0) виїзному поєдинку 1-о туру Першої ліги проти луцької «Волині». Денис вийшов на поле в стартовому складі, а на 70-й хвилині його замінив Станіслав Діордієв. Дебютним голом за олександрійський колектив відзначився 3 вересня 2007 року на 59-й хвилині нічийного (1:1) виїзного поєдинку 9-о туру Першої ліги проти калінінського «Фенікс-Іллічовця». Пономар вийшов у стартовому складі та відіграв увесь матч. У команді виступав протягом 4-х років, перші 3 з яких був гравцем основної обойми. У сезоні 2009/10 років зрозумів, що кар'єру потрібно продовжувати не в Олександрії. І отримав запрошення від клубу з Дніпродзержинську в сезон 2010/11 років розпочав у друголіговій дніпродзержинській «Сталі», за яку відіграв 7 матчів.
Під час зимової перерви сезону 2010/11 років виїхав до сусідньої Молдови, де підсилив склад «Іскри-Сталі» (Рибниця). В складі команди став володарем Кубка Молдови: 2010/11 та брав участь в Суперкубку Молдови: 2011. В складі команди відіграв 50 матчів у Вищій лізі Молдови і віддав 38 асистів, ставши кращим асистентом в сезоні національної дивізії 2010/2011 років. Зіграв в Лізі Європи і відзначився голом проти команди з Хортитії «Вараждин» в 3-му кваліфікаційному матчі, зрівняв рахунов в домашньому матчі який закінцичвся 1:1.
У серпні 2012 року підсилив склад «УкрАгроКому». Дебютував за головківський колектив 18 серпня 2012 року в переможному (4:0) виїзному поєдинку 7-о туру групи Б Другої ліги проти новокаховської «Енергії».Денис вийшов на поле в стартовому складі, а на 46-й хвилині його замінив Олег Волков. Дебютним голом за «аграріїв» відзначився 19 вересня 2012 року на 72-й хвилині переможного (3:1) домашнього поєдинку 13-о туру групи Б Другої ліги проти ФК «Севастополя-2», який тренував В. Чалий в минулому тренер Іскри-Сталь, в якій виступав Денис, вийшов на поле на 69-й хвилині, замінивши Юрія Грищенка, протягом 10 хвилин на полі, після гарної комбінації забив гол у ворота Севастополя.
У складі «УкрАгроКому» в Другій лізі зіграв 10 матчів та відзначився 2-а голами, ще 3 поєдинки зіграв у кубку України. Під час зимової перерви сезону 2012/13 років залишив розташування головківського клубу.
У 2013 році перейшов до петрівського «Буревісника». Разом з петрівчанами виступав в аматорському чемпіонаті України (17 матчів, 5 голів). У 2014 році «Буревісник» у всеукраїнських змаганнях не брав, а виступав а чемпіонаті Кіровоградської області. В цьому турнірі Денис провів 3 поєдинки та відзначився 1 голом, а по завершенні сезону залишив розташування клубу. Після цього продовжував виступи в обласному чемпіонаті в колективах «Тясмин» (Олександрівка),

## Досягнення
- Кубок Молдови
  -  Володар (1): 2010/11